# Hilarios Ungerer
Hilarios Karl-Heinz Ungerer (* 15. September 1941) ist Bischof der Freikatholischen Kirche in Deutschland.

## Leben
1967 wurde der Krankenpfleger und Gelegenheitsarbeiter Karl-Heinz Ungerer durch Cyprien Damgé, Erzbischof der Gallikanischen Kirche von Frankreich, zum Priester geweiht. Im selben Jahr erhielt er die Benediktion zum Titularabt durch Renatus Malvy, den Patriarchen derselben Kirche. 1970 wurde er durch Mar Emanuel, einen Bischof der Katholischen Apostolischen Kirche, in der jakobitischen Tradition zum Bischof geweiht. Ungerer ernannte sich zum Primas der Katholisch-Gallikanischen Kirche von Deutschland, die bis dahin nicht existierte.  1974 wurde die Gallikanische Kirche von Deutschland in die Freikatholische Kirche integriert. Hierbei wurde Ungerer zum Erzbischofkoadjutor innerhalb der Freikatholischen Kirche bestellt. Am  6. Oktober 1976 wurde er sub conditione durch den Erzbischof des Ordens der Mariaviten – Auslandsjurisdiktion, Maria Norbert Paulus Maas, erneut zum Bischof geweiht mit der gleichzeitigen Beauftragung, bis zum 8. August 1978 eine weitere Gemeinde in München zu leiten. Die Demission bei der Auslandsjurisdiktion nahm Maas 1978 an.
Der Internetauftritt der Freikatholischen Kirche meldete im Frühjahr 2015, dass Hilarios Ungerer an „einem tödlichen Krebsleiden erkrankt“ sei und deshalb am 15. Februar 2015, dem Tag seines 45-jährigen Bischofsjubiläums, „keine persönlichen Ehrungen“ hätte entgegennehmen können. Für Karsamstag 2015 wurde dann allerdings noch ein „letztes Pontifikalamt [...] mit Seiner Eminenz, Erzbischof Hilarios Ungerer D.D. und dem Klerus“ angekündigt.